# Virginia Slims of Indianapolis 1989
Virginia Slims of Indianapolis 1989 — жіночий тенісний турнір, що проходив на відкритих кортах з твердим покриттям в Індіанаполісі (США). Належав до турнірів 2-ї категорії в рамках Туру WTA 1989. Турнір відбувся вдесяте і тривав з 30 жовтня до 5 листопада 1989 року. Перша сіяна Катарина Малеєва виграла свій другий підряд титул на цьому турнірі.

## Фінальна частина

### Одиночний розряд
Катарина Малеєва —  Раффаелла Реджі 6–4, 6–4
- Для Малеєвої це був єдиний титул за сезон і 6-й — за кар'єру.

### Парний розряд
Катріна Адамс /  Лорі Макніл —  Клаудія Порвік /  Лариса Савченко 6–4, 6–4